# 사카정
사카정(일본어: 坂町)은 일본 히로시마현 아키군의 정이다.

## 지리
히로시마시 아키구, 구레시와 인접하며 만을 사이에 두고 히로시마시 미나미구, 에타지마시와도 접한다. 전후 주변 다른 시정에서 주택 단지 건설로 인구가 급증한 반면 이곳은 산이 많아 대규모 주택 단지 건설이 어려워 전후부터 현재에 이르기까지 큰 인구 증감은 볼 수 없다. 덧붙여 인구가 가장 많은 시기에는 14,963명이었다.
현재 사카정보다 인구가 많은 후추정, 가이타정, 구마노정이나 히로시마시 아키구 야노 지구·후나코시 지구보다 옛날에는 인구가 많았다. 히로시마시와 구레시에 끼어 있으면서 최근 젊은 인구의 유출이 심해 고령자 비율이 주변 시정과 비교해도 높다. 인구는 12,020명까지 감소한 후 증가 경향으로 변하고 있다.

## 역사
- 1889년 4월 1일 - 사카촌이 성립하였다.
- 1950년 8월 1일 - 정으로 승격하였다.

## 교통

### 철도
- 서일본 여객철도 구레선

### 도로
- 국도 31호선